# Marietta Canty
Pour les articles homonymes, voir Canty.
Marietta Canty est une actrice américaine, née le 30 septembre 1905 à Hartford (Connecticut), ville où elle est morte le 9 juillet 1986.

## Biographie
Au théâtre, Marietta Canty joue notamment entre 1929 et 1940 à Broadway (New York), où elle débute dans une revue, suivie de quatre pièces. Mentionnons Co-respondent Unknown de Mildred Harris et Harold Goldman en 1936, avec Ilka Chase et James Rennie.
Au cinéma, elle contribue à quarante films américains à partir de 1940, dont Les Écumeurs de Ray Enright (1942, avec Marlene Dietrich, Randolph Scott et John Wayne), Les Nuits ensorcelées de Mitchell Leisen (1944, avec Ginger Rogers et Ray Milland) et Le Père de la mariée (1950, avec Spencer Tracy, Joan Bennett et Elizabeth Taylor).
Son dernier film est La Fureur de vivre de Nicholas Ray (avec James Dean et Natalie Wood), sorti en 1955, après quoi elle se retire dans sa ville natale d'Hartford, où elle meurt en 1986.

## Théâtre à Broadway (intégrale)
- 1929-1930 : George White's Scandals of 1929, revue, musique de Cliff Friend et George White, lyrics d'Irving Caesar, Cliff Friend et George White, livret de William K. Wells et George White
- 1933 : Run, Little Chillun, pièce avec musique d'Hall Johnson : Bessiola Hicks / Membre du Pilgrim Choir
- 1936 : Co-respondent Unknown de Mildred Harris et Harold Goldman : Bessie
- 1939 : Ring Two de Gladys Hurlbut, mise en scène de George Abbott : Emma
- 1940 : Horse Fever d'Eugene Conrad, Ruby et Zac Gabel : Virgo

## Filmographie partielle
- 1940 : La Fièvre du pétrole (Boom Town) de Jack Conway : la servante de Karen
- 1942 : Madame veut un bébé (The Lady Is Willing) de Mitchell Leisen : Mary Lou
- 1942 : Le Nigaud magnifique (The Magnificent Dope) de Walter Lang
- 1942 : Les Écumeurs (The Spoilers) de Ray Enright : Idabelle
- 1942 : La Reine de l'argent (Silver Queen) de Lloyd Bacon : Ruby
- 1943 : Three Hearts for Julia de Richard Thorpe : Mattie
- 1944 : Les Nuits ensorcelées (Lady in the Dark) de Mitchell Leisen : Martha
- 1944 : Sunday Dinner for a Soldier de Lloyd Bacon : Samanthy
- 1947 : Le Maître de la prairie (The Sea of Grass) d'Elia Kazan : Rachael
- 1947 : Le Fiancé de ma fiancée (Dear Ruth) de William D. Russell
- 1948 : Ma vie est une chanson (Words and Music) de Norman Taurog : Mary
- 1949 : Tête folle (My Foolish Heart) de Mark Robson : Grace
- 1950 : Le Chant de la Louisiane (The Toast of New Orleans) de Norman Taurog : Angelique
- 1950 : Le Père de la mariée (Father of the Bride) de Vincente Minnelli : Delilah
- 1950 : Le Roi du tabac (Bright Leaf) de Michael Curtiz : Queenie
- 1951 : Un tramway nommé Désir (A Streetcar Named Desire) d'Elia Kazan : la femme riant avec Eunice
- 1951 : Allons donc, papa ! (Father's Little Dividend) de Vincente Minnelli : Delilah
- 1951 : La Belle du Montana (Belle Le Grand) d'Allan Dwan : Daisy
- 1952 : Un grand séducteur (Dreamboat) de Claude Binyon : Lavinia
- 1952 : Les Ensorcelés (The Bad and the Beautiful) de Vincente Minnelli : Ida
- 1953 : La Folle Aventure (The I Don't Care Girl) de Lloyd Bacon : Dolly (non créditée)
- 1955 : La Fureur de vivre (Rebel Without a Cause) de Nicholas Ray : la tutrice de Platon